# Shoot the Girl First
Shoot the Girl First est un groupe français de deathcore, originaire de Nice, sur la Côte d'Azur.

## Histoire

### Débuts
Shoot the Girl First est formé en septembre 2010 à Nice. Le groupe est à l'origine composé des musiciens Nathan Mc Cloud (chant), Félon Von B (guitare), Will (guitare, chant d'accompagnement), Crystal (clavier), Mathieu Kesselair (basse), Orel (synthétiseur) et Jesus Super Star (batterie). Le nom du groupe provient d'une citation du film Dobermann, temporairement indexé en Allemagne. Toujours en 2010, la première démo, contenant cinq morceaux et portant le nom du groupe, est produite et publiée. Le groupe joue déjà en ouverture de Post Offense, Can't Bear this Party, Until the Uprising, In Other Climes, We Butter the Bread with Butter, Vera Cruz et Fallaster lors de leurs shows locaux dans le sud de la France (entre autres à Lyon, Cannes et Colmar).
Le 19 novembre 2011, le premier EP They Have Clocks, We Have Time est produit et publié en autoproduction. Le premier clip vidéo est également produit. Le clip de la chanson Last Breath for a Capulet est visionné plus de 140 000 fois sur YouTube au cours des deux premiers mois. Le 29 janvier 2012, le groupe publie son deuxième clip. La chanson s'intitule Eternal Sunshine. Le 18 mai 2012, le groupe joue à Lublin avec Helia et Eskimo Callboy. Le jour précédent, le groupe se produit à Graz, en Autriche. En mai 2012, un concert suit à Varsovie, la capitale polonaise. Début juin, le groupe joue à Nice avec Dagoba. Le 22 juin 2012, Shoot the Girl First fait la première partie d'Emmure et de Winds of Plague à Lyon et le lendemain à Paris.
En 2012, la claviériste Crystal est nommée pour le Miss Metal France Award. En août 2012, le groupe fait une « tournée d'été ». À l'origine, le groupe de deathcore Until the Uprising devait faire partie de la tournée en tant que support, mais le groupe se dissout avant. Cette tournée s'intitule They Have Clocks, We Have Time Summer Euro Tour et se déroule en France, en Allemagne, en Pologne, en Autriche et en République tchèque. Après la tournée, l'enregistrement du premier album doit commencer. La date de sortie était prévue pour fin 2012. Il doit s'appeler Follow the Clouds. Le groupe effectue une nouvelle tournée européenne en octobre et novembre, qui le mène en Italie, en République tchèque, en Pologne, en Allemagne, en Belgique et en Suisse.

### Contrat d'enregistrement et premier album
En février 2013, l'agence de concerts américaine The Artery Foundation déclare avoir signé Shoot the Girl First. En outre, le groupe signe avec Avocado Booking, qui organise également des tournées de concerts pour Memphis May Fire, We Came as Romans et Parkway Drive. En juin 2013, le groupe joue au festival Mair1 à Montabaur. En avril 2013, il est annoncé qu'Artery Recordings avait signé le groupe. Le premier album Follow the Clouds devait sortir en juin 2013. En juin 2013, le groupe joue à Lyon avec Senses Fail et Chunk! No, Captain Chunk! En mai 2013, l'album est entièrement streamé sur Revolver. En octobre et novembre 2013, le groupe assure la première partie de We Butter the Bread with Butter lors de leur tournée européenne. En octobre, les concerts ont lieu en Allemagne et en Suisse. Lors de ces concerts, Devil Sold His Soul et Yashin jouent également en première partie. En novembre, Shoot the Girl First assure seule la première partie de We Butter the Bread with Butter. Les concerts ont lieu en Italie, en Espagne, en France, au Luxembourg, en Suède, en Hongrie, en République tchèque, en Belgique, au Danemark et en Slovaquie.
En 2014, le chanteur Nathan McCloud quitte le groupe, qui se retrouve sans leader. Un concours permet de désigner le nouveau chanteur. Toutefois, celui-ci n'est pas annoncé pendant longtemps. En novembre et décembre 2014, le groupe fait une tournée européenne avec Novelists en première partie de I, the Breather,. Entre-temps, Alex Sayti est annoncé comme le nouveau chanteur principal du groupe.

### Changement de label etI Confess
Le 2 octobre 2015, 9th Symphony, un morceau du deuxième album, sorti en 2016, est publié. Dès le 26 décembre 2014, il est annoncé que le groupe travaillait sur des nouveaux morceaux. Le même jour, un premier nouveau morceau sort, Call Me V, qui est aussi la dernière collaboration avec leur ancien chanteur Nathan McCloud. Le 30 janvier 2016, le groupe est annoncé dans les rangs du label Redfield Records. C'est par le biais de ce label que le deuxième album, I Confess, sort le 1er avril 2016.
Depuis avril 2018, le groupe ne donne plus donné signe d'activité.

## Style musical
Le style musical du groupe est influencé par des groupes comme Asking Alexandria, The Devil Wears Prada, Fail Emotions, Jamie's Elsewhere, Parkway Drive, Attack Attack!, Miss May I et Bring Me the Horizon.
Dans les textes du groupe, les musiciens expriment leurs émotions, décrivent leurs expériences personnelles et leur perception de l'environnement. Les musiciens ont tous des convictions chrétiennes, ce qui se reflète dans certains textes. Les textes sont généralement écrits en anglais, mais parfois aussi en français.

## Discographie
- 2010 : And You Will Know My Name Is the Lord, When I Lay My Vengeance Upon You... (EP)
- 2011 : They Have Clocks, We Have Time (EP)
- 2012 : Six Six Sex
- 2013 : Follow the Clouds (Artery Recordings)
- 2016 : I Confess (Redfield Records)
- 2013 : Sexy Woman the Devil
- 2024 : Diablesse of Revolution